# 中国驻澳大利亚大使馆
中华人民共和国驻澳大利亚联邦大使馆（英語：Embassy of the People's Republic of China in the Commonwealth of Australia），简称中国驻澳大利亚大使馆，是中华人民共和国驻澳大利亚联邦的外交代表机构。